# Bien après minuit
Bien après minuit est le titre français de la première partie d'un recueil de nouvelles de Ray Bradbury paru à l'origine aux États-Unis en 1976 en un seul volume sous le titre Long After Midnight.
Ce premier tome, édité par Denoël dans la collection Présence du futur en 1977 (et réédité en 1988), comporte quatorze nouvelles qui furent publiées dans des magazines américains entre 1946 et 1976, à l'exception de trois d'entre elles (L'Homme brûlant, Le Messie et G.B.S., modèle V) jusqu'alors inédites.
La seconde partie du recueil est publiée sous le titre Un dimanche tant bien que mal en 1979.

## Contenu
1. Le Flacon bleu (The Blue Bottle)
2. Un printemps hors du temps (One Timeless Spring)
3. Le Perroquet qui avait connu papa (The Parrot Who Met Papa)
4. L'Homme brûlant (The Burning Man)
5. Un morceau de bois (A Piece of Wood)
6. Le Messie (The Messiah)
7. G.B.S. modèle V (G.B.S. Mark V)
8. Boire en une fois : contre la fureur des foules (Drink Entire : Against The Madness of Crowds)
9. Intermède au soleil (Interval in Sunlight)
10. A jamais la Terre (Forever And The Earth)
11. Les Miracles de Jamie (The Miracles of Jamie)
12. Le Jeu d'octobre (The October Game)
13. Bien après minuit (Long After Midnight)
14. La Tablette de chocolat (Have I Got a Chocolate Bar Fot You)

## Adaptations
- L'épisode Le Mal génétique de la série La Cinquième Dimension est l'adaptation du texte L'Homme brûlant.
- L'épisode A Miracle of Rare Device de la série Ray Bradbury présente adapte la nouvelle Les Miracles de Jamie.
- Le court métrage A Piece of Wood  de Tony Baez Milan (2005) est basé sur le texte Un morceau de bois.